# Wang Jie
Wang Jie (王洁S, Wáng JiéP; Ürümqi, 4 dicembre 1983) è una giocatrice di beach volley cinese, vincitrice della medaglia d'argento ai Giochi olimpici di Pechino 2008, in coppia con Tian Jia.

## Palmarès
- Giochi olimpici

Pechino 2008: argento.
- Campionati mondiali di beach volley

2007 - Gstaad: argento.